# 民主韓国党
民主韓国党（みんしゅかんこくとう）とは、韓国・第五共和国時代の保守政党。第五共和国初期の最大野党でもある。略称は民韓党（민한당）。

## 概要

民主韓国党のロゴ

民主韓国党の党旗

粛軍クーデターと5・17クーデターで実権を掌握した全斗煥大統領が制定した「政治風土刷新のための特別措置法」による政治活動禁止措置の対象外となった旧新民党穏健派の政治家を主体として1981年1月17日、ソウル世宗文化会館で結成大会を開催して発足。柳致松結成準備委員長を初代総裁及び大統領候補に推戴した。平和的政権交代の実現を掲げていたが、軍部の政治介入を容認させる姿勢を打ち出すなど、親与党的性格が強かったため、サクラ野党とも揶揄された。
結成から間もない1981年3月の総選挙では、81議席を獲得し野党第1党となった。しかし、1985年2月の国会議員選挙では、政治活動禁止措置を解除された急進派の政治家達を中心に結成された新韓民主党（新民党）が軍部の政治介入に反対する姿勢を打ち出して躍進したため、民韓党は第2野党に転落する敗北を喫した。しかも、選挙直後から党所属議員の離党と新民党への入党が相次いだため、民韓党は数議席足らずの群小政党に転落した。その後も群小政党としての地位に甘んじる状況が続き、1988年4月に行われた第13代総選挙では、当選者を出すことが出来ず政党法の規定により解党された。

## 党勢推移

### 総選挙
| 代           | 年月日        | 議席数 | 議席数 | 議席数 | 得票率 |
| 代           | 年月日        | 合計   | 地域区 | 全国区 | 得票率 |
| ------------ | ------------- | ------ | ------ | ------ | ------ |
| 第11代総選挙 | 1981年3月25日 | 81     | 57     | 24     | 21.6%  |
| 第12代総選挙 | 1985年2月12日 | 35     | 26     | 9      | 19.7%  |
| 第13代総選挙 | 1988年4月26日 | 0      | 0      | 0      | 0.2%   |

## 参考資料
- 韓国史編纂委員会　金容権編著『朝鮮韓国近現代史事典　第2版』（日本評論社）
- 金浩鎮『韓国政治の研究』李建雨訳、三一書房